# مارک تیوکسبری
مارک تیوکسبری (به انگلیسی: Mark Tewksbury) (زادهٔ ۷ فوریهٔ ۱۹۶۸) شناگر اهل کانادا است.